# Crateva urbaniana
Crateva urbaniana är en kaprisväxtart som beskrevs av R.Rankin. Crateva urbaniana ingår i släktet Crateva, och familjen kaprisväxter. Inga underarter finns listade i Catalogue of Life.